# プロ奢ラレヤー
プロ奢ラレヤー（プロおごラレヤー、1997年〈平成9年〉1月25日-）は、日本の個人事業主、インフルエンサー、著作家。略称は「プロ奢（ぷろおご）」、本名は中島 太一（なかじまたいち）。
「他人のカネで生きていく」という信条のもと他者から食事や金品を無償で提供される（おごられる）ことで生計を立てており、「ひとに奢られて生活してる浮浪者」と自称している実際には毎年確定申告をしている個人事業主。

## 経歴

### 活動開始まで
埼玉県に生まれる。
東京理科大学（理学部第二部）に進学後、半年ほど通学した後、飽きて中途退学した。
退学後、奨学金が20万円ほど余っていたことから、ヨーロッパにほぼ無一文で赴き、3ヶ月ほど放浪した。チェコ共和国のプラハではナイフを持った薬物中毒者に襲われ、また無名の雪山に「気分で」登山したあげく遭難して生死の危機に陥り、さらにオーストリアのウィーン中央駅では難民たちとゴミを漁って生活するなど、さまざまな経験を得た。金銭に乏しかったためヒッチハイクで移動し、たまたま到達した田舎町で出会った女性と「2週間くらいのノリで」結婚した（のちに離婚）。
帰国後、中島に興味を持った「友達の友達の友達」程度の人々が中島へ「食事をおごるから会おう」と『奢り依頼』を行うようになり、中島は毎日さまざまな人々と会って友人となり、彼らの家に泊めてもらうといった生活をした。その後、「彼は面白い」という評判が口コミで広まり、有名になっていった。
チェコを訪れる日本人はそう多くないため、「自身の経験は、他者が自分に食事をおごってでも聞きたい話なのではないか。初めて会った際の一回程度ならば」、「世界には70億の人がいるということは、初見の出会いだけでも70億回がある。その際に食事をおごってもらえれば食費がかからず、労働する必要もない」と考え、2016年ごろより『プロ奢ラレヤー』として活動を始めた。
中島は活動開始のきっかけについて「自然に生活していたらこうなった」「いつの間にか『プロ奢ラレヤー』になっていた」と語っている。

### 活動開始後
『プロ奢ラレヤー』として活動を開始後、毎月50人〜60人ほどの人物から食事を無償で提供される生活を続けている。
おごられる活動を開始したのち、「奢りにくる人たちが個性的でなかなか面白い」「せっかく面白いのに、ただ忘れてしまうのはなんとなくもったいないな」「なにかサクッとやれることはないか」と考えたことで、出会った人物のことを面白おかしくTwitterで発信することを始めた。それに伴ってTwitterのフォロワー（読者）も増加し、2020年1月時点で約9万人、2021年11月時点で約10.4万人のフォロワーを擁する。
Twitterで有名になるに伴い、『奢り依頼』が増えた一方で、有名ゆえ発信しづらい内容も増えたり、不特定多数の人物から批判を受ける（炎上）ことも増えた。
そのため、有料で文章を販売するサービス『note』でも活動を始め、有料会員限定の情報を発信するようになった。他者からおごられた体験談をもとに簡単な日記を書くだけで、毎月100万円以上の収入を得るようになったという。さらには出版社から依頼を受け、2019年には自著『嫌なこと、全部やめても生きられる』を出版するに至った。
中島に連絡して食事をおごった人物は、2020年1月時点で2,000人以上を数え、医師、政治家、YouTuber、著名な宗教団体の教祖の息子、パパ活女子（個人売春婦）、女子高生など、さまざまな業界・階層からなるという。2021年11月時点では「4,000人に奢られた」と自称している。

## おごるための条件
中島に食事をおごるための条件として、主体者が次のいずれか一つを満たすことを中島は2019年9月以降に要求している。
- Twitterでのフォロワー（読者）が5,000人以上
- 前科がある（重大なものに限る）
- 文系の修士号（難しいものに限る）
- 博士課程在籍もしくは修了
- 珍しい疾病や障碍に罹患している（有病率1%以下が目安）
- 珍しい職業に従事している（総人口5,000人以下が目安）
- 知人に話せない秘密を中島に明かす
- 上記を満たさない場合、食事代のほかに依頼料2万円を中島に贈与する（学生は1万円でも可。また、依頼文に明記した上で依頼料を上乗せした場合、その額に応じて奢り依頼が受理される確率が上がる事も明言している）

上記に加え、中島は奢る際に以下のルールを設けている。
- 池袋から往復のタクシー代を負担する。（池袋で食事する場合は免除）
- 「奢り」に使う店舗は高級店である必要はないが、ドレスコードを要求する店舗や騒がしい店舗を指定してはいけない（寿司屋が好ましい）。
- 「奢り」の主体者は一人で中島と会う必要がある。2回目以降に限り、1人まで付き添いを同伴させることができる。

## 発言
「人間をあまり好きではないが、面白い話を聞くことは好き。そのような面白い人間と会うためには、自身も面白い話を持っていればいい。僕の場合はそれがチェコでの経験談だった。」と2018年に語った。
著書『嫌なこと、全部やめても生きられる』を出版した際、大衆に向けて　「お金持ちにも、インフルエンサーにもならなくていい。たくさんの友達も、フォロワーもいらない。それでも自分自身の人生を豊かにすることはできる。そんなメッセージが伝わってくれることを祈っています。」と2020年1月に述べた。
中島はSNSなどで不特定多数の者から罵倒や攻撃（クソリプ）をたびたび受けるが、意に介さないという。「他人と自分の価値観が同じだと思っていないから、批判されても何とも思わない」「日本人は、隣の人と自分が同じであることを求めがちだが、人は皆それぞれ大きく違っている」「他者から攻撃されても気にする必要はない。世の中に自分と関係のある話なんてほとんどないのだから」などと2020年2月に語った。
中島にとっての豊かな生活とは「面白い人にあって話を聞く」ことであり、「これは僕にとっての銀行口座みたいなもの」と2020年3月に語った。

## 著書
- 嫌なこと、全部やめても生きられる、扶桑社、2019年（ISBN 4594083757）
- プロ奢ラレヤーのあきらめ戦略 : お金に困らず、ラクに、豊かに生きるには、祥伝社、2020年（ISBN 4396617259）